# Akiba Israel Wertheimer

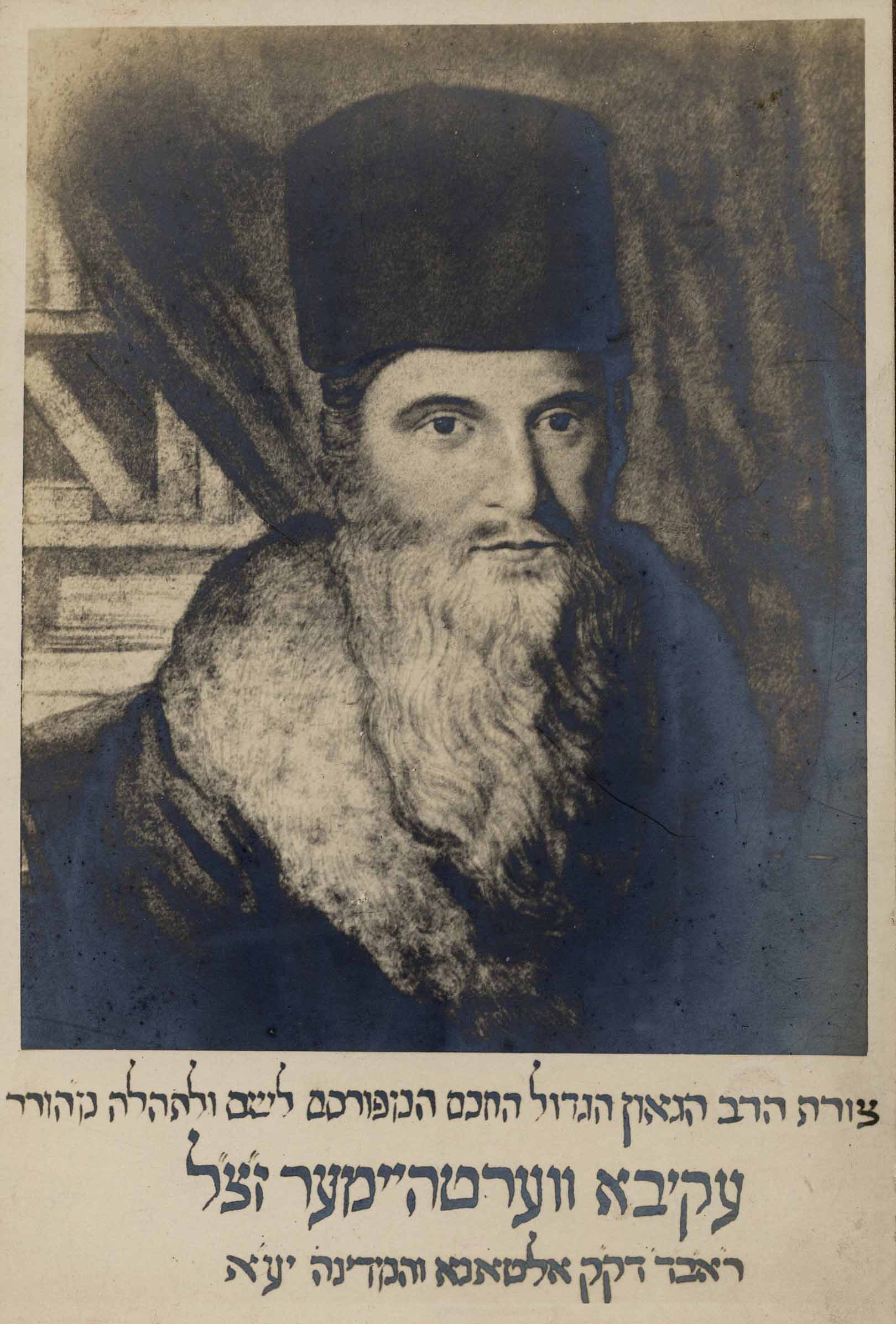
Porträt Akiba Israel Wertheimers

Akiba Israel Wertheimer (bürgerlich:  Jakob Viktor Wertheimer, auch bekannt als Akiba Breslau bzw. Breslauer, Akiba Victor oder Akiwa ben Awigdor Wertheimer, geboren 1778 in Breslau; gestorben am 20. Mai 1835 in Altona) war seit 1823 erster Oberlandesrabbiner der dänischen Herzogtümer Schleswig und Holstein, sowie zugleich Oberrabbiner in Altona. Er war ein Verfechter des orthodoxen Judentums.

## Leben
Akiba (bzw. Ekiva o. Akiwa) Wertheimer wurde etwa 1778 in Breslau als Sohn des Tora-Gelehrten Awigdor Wertheimer (gestorben 1826) geboren und lernte in jungen Jahren zunächst bei Rabbiner Jesaiah Pick alias Jesaiah Berlin, bevor er in einer der bedeutendsten Talmud-Akademien lernte, jener des Akiba Eger in Märkisch Friedland. Anschließend wurde er als Rabbiner in der Stadt Grätz (poln. Grodzisk Wielkopolski) tätig, welche damals zur neugebildeten Provinz Südpreußen gehörte.
Im Jahr 1805 bekam er eine Gelehrtenstelle an der Altonaer Klaus, einer durch Stiftungskapital getragenen jüdischen Lehr- und Lerneinrichtung. Während der napoleonischen Besatzung war er ab etwa 1806 Oberrabbiner in Lübeck und dem zu Lübeck gehörigen Moisling (siehe auch Synagoge Moisling). Nach rund zehn Jahren wirkte er ab 1816 wieder auf seiner alten Klausstelle in Altona, nachdem die Moislinger Gemeinde verarmt war. Die Rückkehr nach Altona geschah somit schon vor der Lübecker Judenvertreibung von 1821. Wertheimer zog in die Kleine Papagaienstraße an der Ecke zur Langen Straße Nr. 157 (seit 1829 Nr. 156). An dieser Adresse blieb er bis zu seinem Tod wohnen.
In Altona trat er 1819 gegen die Hamburger Reformer des Judentums auf und verbot die Benutzung des jüdischen Gebetbuches in deutscher Sprache. Wertheimer wurde zu einem erbitterten Gegner des Reformjudentums. 1823 wurde er zum ersten Oberlandesrabbiner der dänischen Herzogtümer Schleswig und Holstein ernannt, wozu auch Altona zählte. Für das Altonaer Rabbinat trat er damit die Nachfolge des verstorbenen Rabbi Mendel Hirsch Frankfurter (1742–1823), des Großvaters von Samson Raphael Hirsch, an.
Im Jahr 1835 starb Akiba Wertheimer im Alter von etwa 57 Jahren in Altona. Sein Grabstein ist noch immer auf dem Jüdischen Friedhof von Altona zu finden. Wertheimers Nachfolger als Oberlandesrabbiner wurde Jakob Ettlinger.

## Familie
Wertheimer ist der Großvater in väterlicher Linie des Philosophen Constantin Brunner (geborener Arjeh Yehuda Wertheimer). Er war möglicherweise mehrfach verheiratet, u. a. mit Vogel (Fanny) Meyer (??–1831).
Insgesamt hatte Wertheimer acht Kinder, davon vier Söhne:
- Betty Wertheimer
- Miriam Wertheimer - Marianne Wertheimer? ⚭ am 27. Mai 1834 mit Mathias Benjamin aus Schermbeck[5]
- Hanna Wertheimer
- Jakob Wertheimer (1799–??) – der älteste Sohn, ⚭ Renette Levy
- Abraham Hirsch Wertheimer
- Meir (Meyer) Wertheimer – emigrierte nach England
- Moses Wertheimer (1807–1887) – Thoragelehrter und Vater Constantin Brunners, ⚭ Rachel (Rieke) Levy
- Jette Wertheimer (1801–1890) ⚭ Isaak Joseph Michael (1795–??)